# فرودگاه لک آلا پرچاود
فرودگاه لک آلا پرچاود  (به انگلیسی: Lac à la Perchaude Airport) یک فرودگاه خصوصی است که یک باند فرود خاک و برف دارد و طول باند آن ۶۷۱ متر است. این فرودگاه در کشور کانادا قرار دارد و در ارتفاع ۱۶۸ متری از سطح دریا واقع شده است.